# Птхунк
Птхунк (арм. Պտղունք) — село в Армавирской области Армении.

## География
Село расположено в восточной части марза, при автодороге , вблизи Международного аэропорта Звартноц, на расстоянии 33 километров к востоку от города Армавир, административного центра области. Абсолютная высота — 870 метров над уровнем моря.
Климат
Климат характеризуется как семиаридный (BSk в классификации климатов Кёппена). Среднегодовая температура воздуха составляет 12,3 °C. Средняя температура самого холодного месяца (января) составляет −2,8 °С, самого жаркого месяца (июля) — 25,7 °С. Расчётная многолетняя норма атмосферных осадков — 303 мм. Наибольшее количество осадков выпадает в мае (51 мм).

## Население
| Год переписи | Население          | Население          | Население          | Население            | Население            | Население            |
| Год переписи | Наличное население | Наличное население | Наличное население | Постоянное население | Постоянное население | Постоянное население |
| Год переписи | Всего              | Мужчины            | Женщины            | Всего                | Мужчины              | Женщины              |
| ------------ | ------------------ | ------------------ | ------------------ | -------------------- | -------------------- | -------------------- |
| 2001         | 1355               | 639                | 716                | 1454                 | 704                  | 750                  |
| 2011         | 1613               | 774                | 839                | 1795                 | 884                  | 911                  |